# 20 Łotewski Batalion Schutzmannschaft Ryga
20 Łotewski Batalion Schutzmannschaft „Ryga” (niem.  20 Lettische Schutzmannschafts Bataillon „Riga”) – kolaboracyjny pomocniczy oddział policyjny złożony z Łotyszy podczas II wojny światowej

## Historia
Został utworzony 4 września 1941 r. w Rydze jako 2 Riga Schutzmannschafts Bataillon. Na jego czele stanął kpt. Kārlis Porietis. 5 stycznia 1942 r. batalion przemianowano na 20 Lettische Schutzmannschafts Bataillon "Riga". Pełnił on rolę rezerwowej jednostki policyjnej, ochraniając mosty w Rydze na rzece Daugava, port i magazyny wojskowe. 10 października 1944 r. Łotysze zostali ewakuowani do Lipawy, a stamtąd wraz ze sztabem generalnego inspektora łotewskich oddziałów Waffen-SS SS-Gruppenfuhrera i Generalleutnanta der Waffen-SS Rūdolfsa Bangerskisa 25 października do Gdańska. 30 października batalion przeniesiono do Pappau, następnie do Breitenthal i ostatecznie do Kirchweg-Gurske. Tam 19 listopada wszedł w skład nowo formowanego 1 Łotewskiego Ochotniczego Pułku Policyjnego "Ryga" jako IV batalion.

## Dowódcy
- kpt. Kārlis Porietis (4 września – 4 grudnia 1941)
- kpt. K. Bēms (do 13 stycznia 1942 r.)
- kpt. K. Porietis (do 11 marca 1942 r.)
- kpt. Oskars Tiltiņš (do października 1942 r.)
- ppłk Pēteris Užāns (do września 1944 r.)
- kpt. O. Šeturiņš (do 19 listopada 1944 r.)